# Neptis guiltoides
Neptis guiltoides är en fjärilsart som beskrevs av Robert Christopher Tytler 1940. Neptis guiltoides ingår i släktet Neptis och familjen praktfjärilar. Inga underarter finns listade i Catalogue of Life.